# Dalsa Origin
Dalsa Origin — первая цифровая кинокамера производства канадской Dalsa Corporation. Первоначально камера была показана на выставке NAB 2003 в Лас-Вегасе. Она является первой коммерчески доступной кинокамерой с разрешением 4К (4046x2048) или 8 мегапикселей. Камера сохраняет изображение в 16-битном Raw формате, что позволяет передавать очень широкий динамический диапазон, больше 13 экспозиционных ступеней. Скорость записи данных составляет 1,2 гигабайта в секунду, то есть терабайтный RAID вмещает всего 15 минут съёмки.
Dalsa Corporation имеет собственные производства матриц. Компания первой представила матрицу с более чем 100 мегапикселями. Dalsa также разработала ПЗС-датчик архитектуры ВЗН (с временной задержкой и накоплением) для 160-мегапиксельной панорамной камеры Seitz 6 x 17 Digital, которая позволяет снять изображение всего за одну секунду c ISO 500-10000.

## Фильмы, снятые Dalsa Origin
Dalsa Origin много использовалась для создания рекламных роликов.
Полнометражный фильм «Квант милосердия» (Quantum of Solace).